# Gasteranthus pansamalanus
Gasteranthus pansamalanus là một loài thực vật có hoa trong họ Tai voi. Loài này được (Donn.Sm.) Wiehler mô tả khoa học đầu tiên năm 1975.